# Lizardo Rodríguez Nue
Lizardo Rodríguez Nue (30 agosto 1910 – ...) è stato un calciatore peruviano.

## Carriera
In carriera, Rodríguez Nue giocò per l'Alianza Lima e per il Perù con il quale disputò il Mondiale 1930.